# 히라타 겐이치로
히라타 겐이치로(일본어: 平田 拳一朗, 1991년 6월 12일 ~ )는 일본의 축구 선수이다.

## 구단 경력
과거 FC 류큐에서 활동하였다.